# Nancy Krasne
Nancy Krasne es una política y filantropista estadounidense. Ella sirvió como alcalde de Beverly Hills, California de 2009 a 2010.

## Biografía

### Primeros años
Creció en Los Ángeles, California y se pagó su educación trabajando como agente de ventas en Fedway en Westwood y en J. W. Robinson's y como operadora en una compañía telefónica. Se graduó en la Escuela Preparatoria University y en la Universidad de California en Los Ángeles.

### Carrera
Trabajó como profesora de educación primaria en el Distrito Escolar Unificado de Los Ángeles durante ocho años. Sirvió en el Beverly Hills Planning Commission de 2003 a 2007, en el Beverly Hills City Council de 2007 a 2009, y como alcalde de 2009 a 2010. En 2013, fue elegida para el Beverly Hills City Council again.

### Filantropía
Sirvió en la Junta Fiduciaria de Amigos de Greystone, el National Council of Jewish Women y Los Angeles Child Guidance Clinic. Fue miembro del Consejo de Vestuario del Museo de Arte del Condado de Los Ángeles. También hace voluntariado para el Ejército de Salvación y The City of Hope. Colecciona arte japonés.

### Vida personal
Se casó con James L. Krasne en 1966, y tuvieron dos hijos, Kevin y David. Residen en Beverly Hills.